# Стародавня Лівія
Лівія (стародавня) — в широкому сенсі: у античних авторів назва частини світу Африка, в більш вузькому: область в Північній Африці, межі якої змінювалися в різні періоди історії у різних народів.
1. Частина світу Африка:
  1. У  стародавніх греків  Лівія (др.-грец. Λιβὺη) спочатку відносилася то до Європи, то до Азії і, приблизно, після V ст. до н. е. географи виділили її як самостійну частину світу.
  2. Деякі античні автори під ім'ям «Лівія» припускали тільки відому їм Африку, тому іноді це прилегла до Середземномор'я Північна Африка.
2. Історична область в Північній Африці:
  1. У єгиптян «ребу» або «лібу» (єгип. Rbw) — спочатку назва кочового племені, потім області на захід від долини Нілу, вживалися також найменування — єгип. THnw, tA (n) TmHw, xAst TmHw. Можливо, з часом, назва «ребу/лібу» взяло гору над іншими і перейшло на всі західні від Єгипту землі, ставши пізніше «Лівією» греків і римлян.
  2. У період пізньої античності римляни називали Лівією (лат. Libya) територію між дельтою Нілу і далі на захід до затоки Великий Сирт (суч. Сидра), при цьому охоплювали землі по узбережжю і вглиб материка (частина Лівійської пустелі). Таким чином, у римлян Лівія займала східну частину Північної Африки, не включаючи Єгипет.
  3. Лівією або Лівійським номом (лат. Libycus Nomus) називали невелику східну область в Мармаріці, іноді вона могла називатися окремо від неї, як частина Єгипту.
3. У міфології:
  1. В  давньоєгипетській міфології  всі країни на захід від долини Нілу, в тому числі і Лівія, уособлювали світ смерті.
  2. Лівія в  міфології стародавніх греків і римлян  — якась країна на кордоні відомого світу, «земна межа» поряд з Ефіопією і Скіфією . див. Лівія (міфологія)

Період вживання топоніма «Лівія» — з прадавніх часів (з III тис. до н. е. У стародавніх єгиптян) і пізніше в період античності (у греків, римлян, еллінізованого і романізованого населення Середземномор'я). В середньовіччі згадувалося у арабів. У XX столітті топонім проявився в назві держави Лівія.

## Етимологія назви
| D21 · Z1 | D58 | G43 | T14 | A1 · Z2 |

| D21 · Z1 | D58 | G43 | T14 | A1 · Z2 |

Топонім «Лівія» виводиться древніми від імені населяли країну племен — лівійців, назву яким ймовірно дали єгиптяни. В період Стародавнього Царства (близько 2700—2200 рр. до н. е.) Зустрічаються написи з ім'ям одного із західних кочових племен — «ребу» або «лібу» (єгип. rbw, rb, rbj). В якийсь період це плем'я виділилося серед інших кочівників і по його найменуванню єгиптяни стали називати всі народи на захід від долини Нілу — «лівійці».
Ймовірна етимологія і поширення назви «Африка». Карфагенці (або, можливо, римляни), називали деяку область, прилеглу до Карфагену — «Африкою», по імені проживаючого там берберського племені — «африк» або «авриг», ця назва перейшла на римську провінцію — Африка. З часом це ім'я витіснило колишнє іменування «Лівія», поширившись від назви провінції, на території підкореного римлянами Карфагена, до всієї західної частини Північної Африки. В ранньому середньовіччі назва перейшла на території відповідні сучасним Тунісу, північним Алжиру і частини Лівії, в арабському варіанті — Іфрикія, а в новий час стало ім'ям всього континенту у зв'язку з колоніальними захопленнями європейців.
 Це найменування, можливо запозичене від єгиптян, згадується в давньоєврейських джерелах в Книзі Буття — «lubim» і, можливо, «lehabim».
В епоху ранньої і класичної античності стародавні греки, розширюючи свою експансію в Середземномор'ї, перейняли від єгиптян назву Лівія (дав.-грец. Λιβύη) поширивши його на всю відому їм Африку, (іноді тільки Північну Африку), а також інтегрували в свою міфологію (міфічна країна Лівія, поступово локалізується в реальні території в Північній Африці).
З ужитку назва «Лівія» — як частину світу, стала виходити в період панування Риму в Середземномор'ї, хоча римські автори теж іноді його використовували.
Топонім «Лівія» зберігався в пізній античності і в середньовіччі в назві області на захід від дельти Нілу з якою воно і почало в давнину поширюватися. В наш час проявилося в назві сучасної держави.

## Стародавні експедиції
Стародавні народи вже знали, що, крім примикання до Азії, Лівія-Африка оточена морем. З області Середземномор'я робилося чимало подорожей вздовж узбережжя і вглиб континенту:
- Єгипетський фараон Нехо II близько 600 року до н. е. послав експедицію з фінікійських мореплавців навколо Лівії. Вони вийшли з Червоного моря, обігнули мис Доброї Надії, і на третій рік досягли Гераклових стовпів (Гібралтару) і, увійшовши в Середземне море, благополучно повернулися в Єгипет .
- Карфагенянин Ганнон близько 520 року до н. е. (або 470 року до н. е.), за твердженням Геродота, обігнув Лівію[2], але в залишених описах його подорожі — «Періпл Ганнона» — йдеться про плавання тільки уздовж західного узбережжя Лівії до Гвінейської затоки (імовірно, до гирла річки Конго). Плавання було зроблено для запровадження колоній і експедиція налічувала близько 30 000 чоловік і 60 кораблів.
- Карфагенянами в Атлантичному океані був відкритий острів, на якому вони навіть створили своє поселення. Це був острів в групі Азорських островів, і, можливо, їх називали «Острови блаженних».
- Перський цар Ксеркс (V століття до н. е.) послав об'їхати Лівію якогось Сатаспа, але той не зміг виконати завдання. В Єгипті він спорядив корабель з єгипетськими корабельниками і, пройшовши Гераклови стовпи (Гібралтар), через багато місяців, можливо, досяг країн екваторіальної Африки, але потім Сатасп повернув назад і повернувся в Єгипет[2].
- Близько V століття до н. е. насамони відправили п'ятьох молодих синів вождів вглиб континенту. Загін перетнув Сахару в південно-західному напрямку, досягнувши поселення на річці Нігер в районі сучасного міста Тімбукту, можливо, зустрівшись там з пігмеями[3].

## В єгипетських джерелах

### Історія

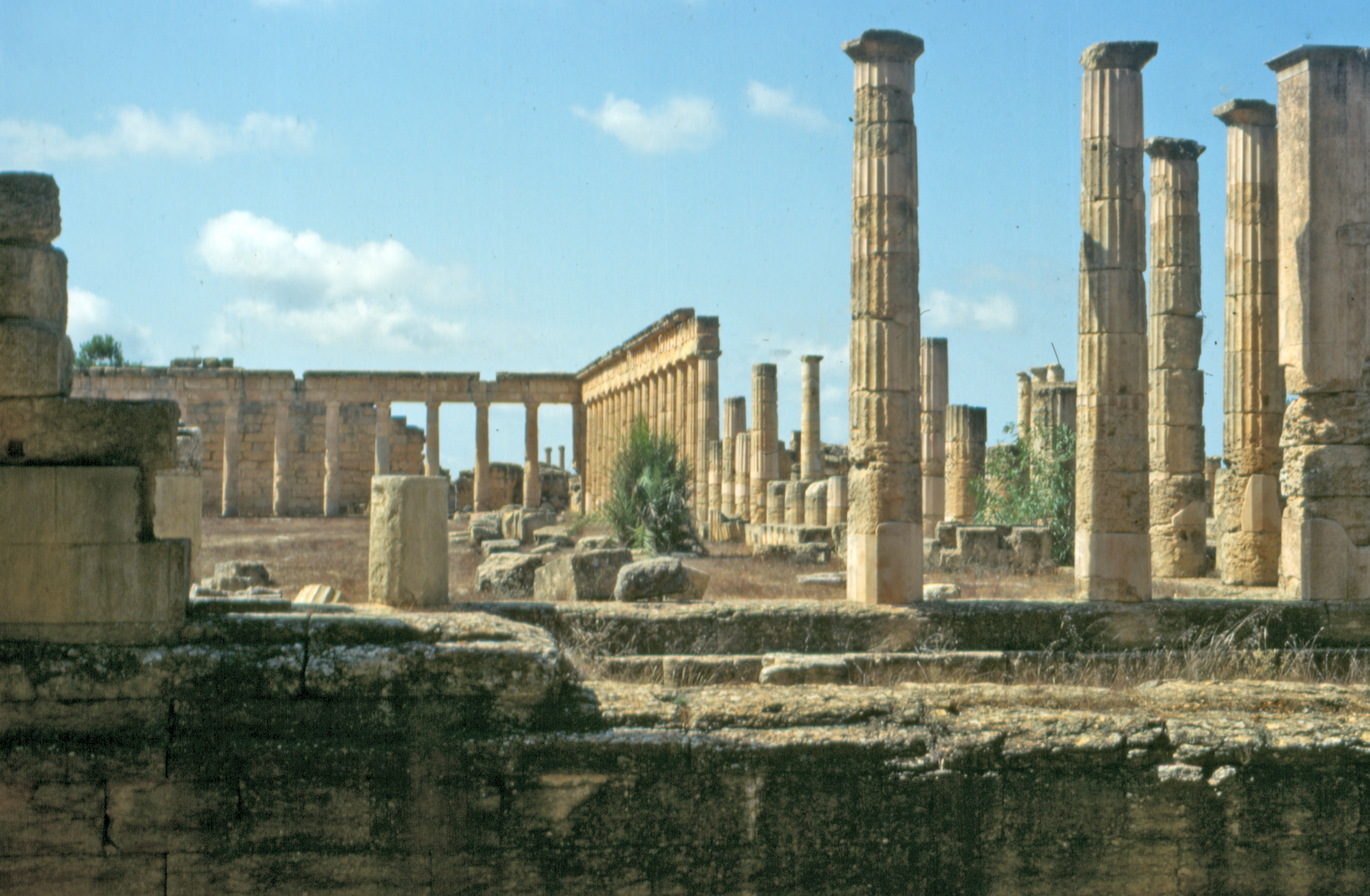
Руїни ирени.

- III тис. до н. е. — в текстах Стародавнього Царства країна лівійців засвідчена, як західний сусід Єгипту. Жителі її були кочівникам, з прадавніх часів вони нападали на дельту річки Ніл, обжиту можливо спорідненим їм народом єгиптян, і навіть поселялися там. Згадуються прийняті в історичній науці назви проживавших в Лівії племен — Темех, техену, каікаша, шаітеп, машаваша, ісавада, Ааса, Вакана і ребу (лібу) — від якого ймовірно і пішла назва лівійців. В цей період область на захід від долини Нілу могли називати по іменах деяких з цих племен, наприклад від племені THnwyw ці землі називалися — THnw, від племені rbw — країна Rbw. Ймовірно від останньої утворилася назва — «Лівія».
- Біля 1300 до н. е. — в ряд регіонів Середземномор'я, і в північно-східну Африку в тому числі, вторгаються «народи моря». Можливо частина з них захопила прибережні області Лівії, і використовуючи їх як основну базу, здійснювала походи на Єгипет в союзі з лівійськими племенами. «Народи моря» мали перевагу в засобах ведення війни (бойові колісниці, бронзову зброю), але проте зазнали поразки в Єгипті. Не виключено, поширення їх панування на захід і вглиб країни, аж до території сучасного Феццану і Західного Судану. Також ряд дослідників припускає, що вони могли мати відношення до етногенезу гарамантів.
- I тис. до н. е. — частина племен Лівії була підкорена єгиптянами, і вони стали крім виплати данини служити в арміях фараонів, що призвело до піднесення і єгиптизації деякої частини знатних лівійців і навіть заснування правлячих династій (Шешонк I, «лівійські династії») в Єгипті. У пустелі, в оазі Сива, утворилося жрецька держава Аммоній.

## У давньогрецьких авторів

Лівія на світовій мапі по Геродоту. V ст. до н. е. (сучасна реконструкція)

До моменту уявлень про Лівію як про частину світу, греки визначали її розміри у чверть населеної землі (ойкумени).
- Геродот (V ст. до н. е.) вважав недоцільним розрізняти три відомі частини світу (Лівію, Азію і Європу) по «обрису і величині[2]», і визнавав що «за величиною між ними відмінність дійсно чимала»[2]. Він критично ставився до виділення Лівії в окрему частину світу, і описував її як один з півостровів примикаючих до Азії: «Лівія же розташована ще на цьому другому півострові: адже вона вже безпосередньо примикає до Єгипту. У Єгипту цей півострів дуже вузький, тому що від берегів Нашого моря до Червоного всього лише 100 000 оргій, тобто близько 1000 стадій [близько 180 км]. За цим вузьким місцем півострів, званий Лівією, знову сильно розширюється»[2]. Таким чином територію сучасної Африки він вважав частиною Азії, і ділив на Лівію, Єгипет і Ефіопію. Саму Лівію він підразділяв на дві частини:

1) Теріодія (у римлян Гетуліо, сучасний Беладі-аль-Джерід) — область біля Середземного моря, на південь від гір Атласу, «багата звірами». Входила в ойкумену — краю заселений людьми.
2) Псамміт — безлюдна пустеля з рідкими оазами, що тягнеться поперек материка (сучасна пустеля Сахара).
- Клавдій Птолемей (II ст. н. е.) Зробив крок назад в уявленнях про Лівію, стверджуючи, що на півдні вона стикається з Азією.

### Історія
- VII — V ст. до н. е. — на північному узбережжі Лівії засновують колонії греки — ферейці (Кирена, Аполлонія Киренська, Барка, Евхеспаріди, Тевхіра, Палінур та ін.)
- VI ст. до н. е. — піднесення грецького міста Кирена, північну область Лівії починають називати по її імені — Киренаїкою, тут утворюється Киренаїцьке царство.
- В 525 р до н. е., після поразки Єгипетської армії у Пелусія, Єгипет захоплюють перси, поступово поширюючи свій вплив і на північ Лівії — в Киренаїку. З часом вона увійшла в 6-у сатрапію Ахеменідів — Єгипет.
- Кін. VI ст. до н. е. — Під час владарювання в регіоні персів (коли в Єгипті намесничав ставленик Дарія сатрап Аріанда), згадується про слабкий вплив завойовників на Лівію: «[…] в Лівії живе безліч різних племен, і тільки деякі з них підпорядковувалися царю, більшість їх зовсім не звертало уваги на Дарія»[2].
- При поверненні з походу на місто Барку (Киренаїка), організованого з ініціативи сатрапа Аріанда, перське військо піддавалося нападам лівійських племен коли армія йшла і через їхні землі: «В дорозі, однак, їх підстерегли лівійці і вбивали відстаючих і повільно рухалися через одяг і поклажі воїнів, поки, нарешті, військо не прийшло в Єгипет»[2].
- В 459 р до н. е. — Прикордонні з Єгиптом лівійці підняли повстання проти персів, і навіть запросили греків — афінян на підмогу (Єгипетська експедиція). Згадується правитель повсталих лівійців — Інар: «В цей час лівієць Інар, син Псамметиха (цар лівійців, які межували з Єгиптом), зі свого опорного пункту Марей, єгипетського міста над Фарос, підняв повстання проти царя Артаксеркса, що охопило велику частину країни».[4] Після поразки повстання і страти Інара, Аміртей I (цар болотистої низовини Нільської дельти), продовжував опір на контрольованій західній частині дельти. Пізніше сини Аміртея і Інара (Фаннір) залишилися залежними від персів царями в Єгипті.[5]
- 332 р до н. е. — перська сатрапія Єгипет, здана сатрапом Мазак без опору армії Олександра Македонського, північ Лівії потрапляє під вплив македонців.
- IV — I ст. до н. е. — під пануванням елліністичного Єгипту.

## Римсько-Візантійський період

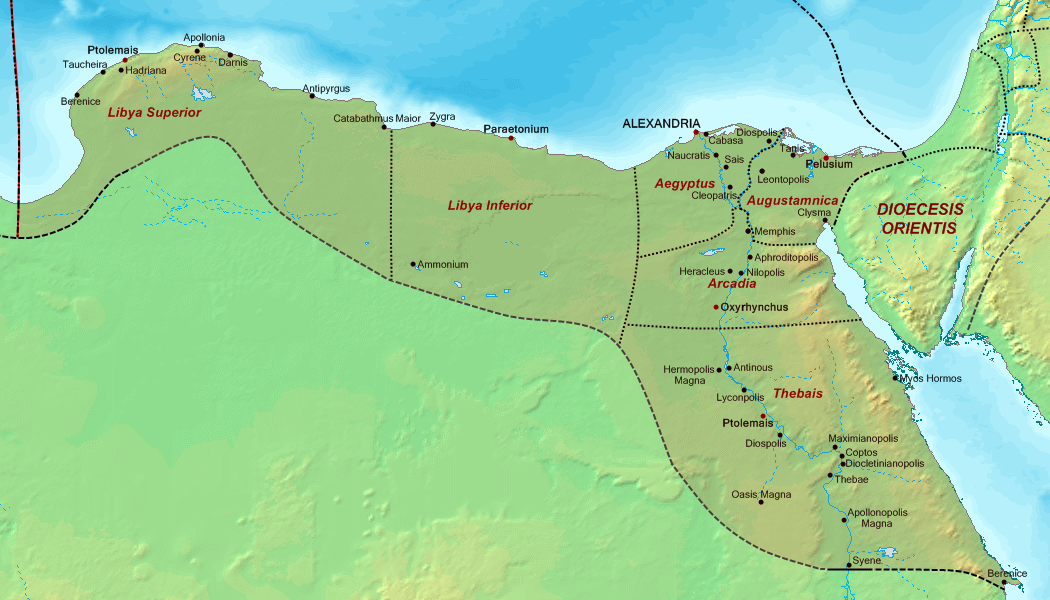
Провінції Верхня і Нижня Лівії.

В період пізньої античності римляни ототожнювали Лівію з територією яка відповідає північному сходу сучасної держави Лівія і західної частини сучасного Єгипту. Ділилася ця область на Киренаїку і Мармарику, остання часто ставилася то до Киренаїки, то до Єгипту. Пізніше північне узбережжя стали називати — Пентаполіс. На півдні починалася Внутрішня Лівія — територія Лівійської пустелі в глибині країни. Тут знаходилася область Аммонської оази (суч. Сива). Також деякі автори виділяли на півдні насамони (область проживання насамонів) і Авгілію (район оази Авгіла, суч. Джалу).

### Історія
- I ст. до н. е. — IV ст. н. е. — під владою Римської імперії частково входила в провінції Єгипет, Крит і Киренаїка, а після проведення реформ адміністративного поділу були утворені провінції Верхня Лівія і Нижня Лівія у складі дієцезії Схід, а пізніше дієцезії Єгипет, який входив до префектури Схід. Північ Киренаїки в період Класичної і Пізньої Античності став називатися Пентаполіс, з часом також виділився в окрему римську провінцію.
- 395 р — при поділі Римської імперії на Західну і Східну, Лівія білішою частиною були в межах Східної Римської імперії.
- Кін. VI ст. — Частина території увійшла в Єгипетський екзархат (нова форма адміністративного управління в Візантійській імперії).
- Поч. VII ст. — Перська держава Сасанидів захопила владу в регіоні, підкоривши сусідній Єгипет, і слідом за ними на Єгипет, а потім і Лівію накотилася хвиля арабського завоювання.